# Gornji Žagari
Gornji Žagari su pogranično naselje u Hrvatskoj u sastavu Grada Čabra. Nalaze se u Primorsko-goranskoj županiji. 

## Zemljopis
Zapadno sjeverozapadno je Brinjeva Draga, sjeverozapadno su Parg, Tropeti, Čabar, izvor rječice Čabranke, sjeverno je Čabar i preko Čabranke Slovenija i u njoj naselje Podplanina, sjeveroistočno u Sloveniji su Trava, Pungert, istočno-sjeveroistočno je Črni Potok pri Dragi (Slovenija), jugoistočno je Okrivje, jugozapadno su Kraljev Vrh, Vrhovci, Lazi, Tršće, Selo, Srednja Draga, Ravnice, Crni Lazi, zapadno-jugozapadno su 
Prhutova Draga i Makov Hrib.

## Stanovništvo
| broj stanovnika | 382   | 376   | 307   | 321   | 325   | 336   | 380   | 364   | 400   | 396   | 411   | 349   | 200   | 141   | 104   | 83    | 65    |
|                 | 1857. | 1869. | 1880. | 1890. | 1900. | 1910. | 1921. | 1931. | 1948. | 1953. | 1961. | 1971. | 1981. | 1991. | 2001. | 2011. | 2021. |